# The Dying Song (Time to Sing)
The Dying Song (Time to Sing) è un singolo del gruppo musicale statunitense Slipknot, pubblicato il 20 luglio 2022 come secondo estratto dal settimo album in studio The End, So Far.

## Descrizione
Pubblicato in concomitanza con l'annuncio del disco, il brano parla di un'imminente fine del mondo, lasciato dagli esseri umani a «cantare fino alla morte».

## Video musicale
Il video, diretto da Shawn Crahan, alterna scene raffiguranti una misteriosa folla mascherata ad altre dove il gruppo si esibisce in una stanza piena di specchi illuminata da luci stroboscopiche.

## Tracce
Testi e musiche degli Slipknot.
1. The Dying Song (Time to Sing) – 3:23

Traccia bonus nell'edizione di Spotify
1. The Chapeltown Rag – 4:51

## Formazione
Hanno partecipato alle registrazioni, secondo le note di copertina di The End, So Far:
Gruppo
- Corey – voce
- Mick – chitarra
- Sid – giradischi
- Clown – percussioni
- Alessandro – basso
- Jay – batteria
- Michael – percussioni
- James – chitarra
- Craig – campionatore, effetti

Produzione
- Slipknot – produzione
- Joe Barresi – produzione, registrazione, missaggio al JHOC
- Matt Tuggle – assistenza tecnica
- Kelsey Porter – assistenza tecnica
- Brian Rajarantam – assistenza tecnica
- Jun Murakawa – assistenza tecnica
- Jerry Johnson – tecnico della batteria
- Billy Bowers – montaggio parti di batteria
- Bob Ludwig – mastering

## Classifiche
| Classifica (2022)                | Posizione massima |
| -------------------------------- | ----------------- |
| Stati Uniti (hard rock)          | 2                 |
| Stati Uniti (rock & alternative) | 27                |